# Дондуково
Дондуко́во (болг. Дондуково) — село в Монтанській області Болгарії. Входить до складу общини Брусарці.

## Населення
За даними перепису населення 2011 року у селі проживали 392 особи.
Національний склад населення села:
| Національність   | Кількість осіб | Відсоток |
| ---------------- | -------------- | -------- |
| болгари          | 368            | 94,4%    |
| цигани           | 18             | 4,6%     |
| турки            | 0              | 0%       |
| інша             | 0              | 0%       |
| не визначились   | 4              | 1,0%     |
| Всього відповіли | 390            |          |

Розподіл населення за віком у 2011 році:
Динаміка населення: